# 日本军歌
日本軍歌是指大約1885年至1943年期間大日本帝國境內創作的軍歌。

## 历史

### 明治维新时期
在明治维新時期，西方作曲家和教師教日本人通過西方古典音乐的方式來創作和演奏音樂。軍歌也於此時被引入日本。日本的軍歌鼓勵人們發揮自己的愛國主義熱情。

### 大日本帝国
1871年，日本成立了大日本帝國陸軍和海軍樂隊。19世紀末，日本指揮家將這些樂隊演奏的曲目日本化。在日本向亞洲和太平洋地區擴張期間，軍歌被用來讚美戰鬥人員，創作軍歌的人員希望通過軍歌來培養人們的愛國主義精神。
在1921年舉辦的华盛顿会议上簽署的裁軍協議要求日本在大正時代和昭和初年期間減少軍隊規模，其中包括暫停五支軍樂隊的活動。由於該協議並未影響日本海軍，海軍樂隊得以繼續保留。
截至1945年日本政府投降前，所有大日本帝國的學校都會教授軍歌。

### 战后时期
美國占领日本期间，佔領當局禁止日本人唱軍歌。然而隨著1952年舊金山和約的簽署，禁令被解除，日本軍歌在1960年代末期一度短暫復甦。
日本的弹珠机店中經常播放軍歌，並且在卡拉OK、酒吧和神社門口仍然有人會播放軍歌。

## 特征

### 樂器
演奏者在演奏軍歌時經常要用到西方古典音乐樂器，例如小號、长号、大号、銅鈸、定音鼓、鐘琴、小鼓以及單簧管、笛和短笛。

### 韵律、节奏和音调
日本軍歌的节拍通常是四四拍。

### 主题
日本軍歌中常见的主题有「軍人上战场」、「父母送儿子上战场」、「兒子等待父亲归来」等內容。 